# William Painter (inventor)
Este artigo é sobre o inventor estadunidense. Para o autor britânico veja William Painter.
William Painter (20 de novembro de 1838 — Baltimore, 15 de julho de 1906) foi um inventor irlandês que imigrou para os Estados Unidos.